# Alpioniscus christiani
Alpioniscus christiani är en kräftdjursart som beskrevs av Potocnik 1983. Alpioniscus christiani ingår i släktet Alpioniscus och familjen Trichoniscidae. Inga underarter finns listade i Catalogue of Life.